# Rheinische Porzellanmanufaktur Oberkassel
Die Rheinische Porzellan Manufaktur nahm im Jahr 1861 im Ortsteil Oberkassel der rheinpreußischen Bürgermeisterei Heerdt bei Düsseldorf die Produktion auf und stellte nach 1905 den Betrieb ein. A. A. Ducrot gehörte zu den Gründern der Firma und war bis 1878 an der Manufaktur beteiligt. Obwohl einige Quellen bereits ab 1861 Oscar Erck als Betreiber der Firma angeben, werden im „Porzellanerlexikon“ für das 19. Jahrhundert bis 1879 die Firmen „Porzellanfabrik Ducrot & Co.“ wie auch die „Porzellanfabrik Ducrot & Kerstenne“ angeführt. Nach Ducrot & Kerstenne übernahm kurz Christian Kerstenne alleine die Firma und danach Oscar Erck unter dem Namen „Rheinische Porzellan-Manufactur“, „Rheinische Porzellan-Manufactur Oscar Erck“ und „Rheinische Porzellan-Manufactur Erck & Herrmann“. Ein weiterer Betreiber der Porzellanmanufaktur war als letzter Inhaber Ludwig Herrmann, unter dem die Fabrik „Rheinische Porzellan Manufaktur L. Herrmann“ genannt wurde.
Die Lage der Porzellanfabrik ist im Konzessionsgesuch der Firma Doring & Leutheuser von 1878 für die Errichtung eines Schlachthauses angeführt. Sie lag zwischen dem Bahnhof Oberkassel und der Schiffsbrücke am Rhein. Pläne der Porzellanfabrik befinden sich im Stadtarchiv Düsseldorf (Akte XV 488).

## Porzellanfabrik Ducrot & Co., 1859–1877
Gegründet wurde die Fabrik von dem um 1815 in Chantilly / Département Oise geborenen Franzosen Alcide-André Ducrot und den Kaufleuten August Schneider und Rudolf Hocker aus Krefeld unter dem Namen Ducrot & Co. Bereits 1860 hatte zunächst Alcide-André Ducrot, dann Gottfried Engels ein Konzessionsgesuch zur Errichtung der Porzellanfabrik gestellt. 1861 beschäftigte die Porzellanfabrik Ducrot & Co. 30 Personen (17 Männer und 13 Frauen).

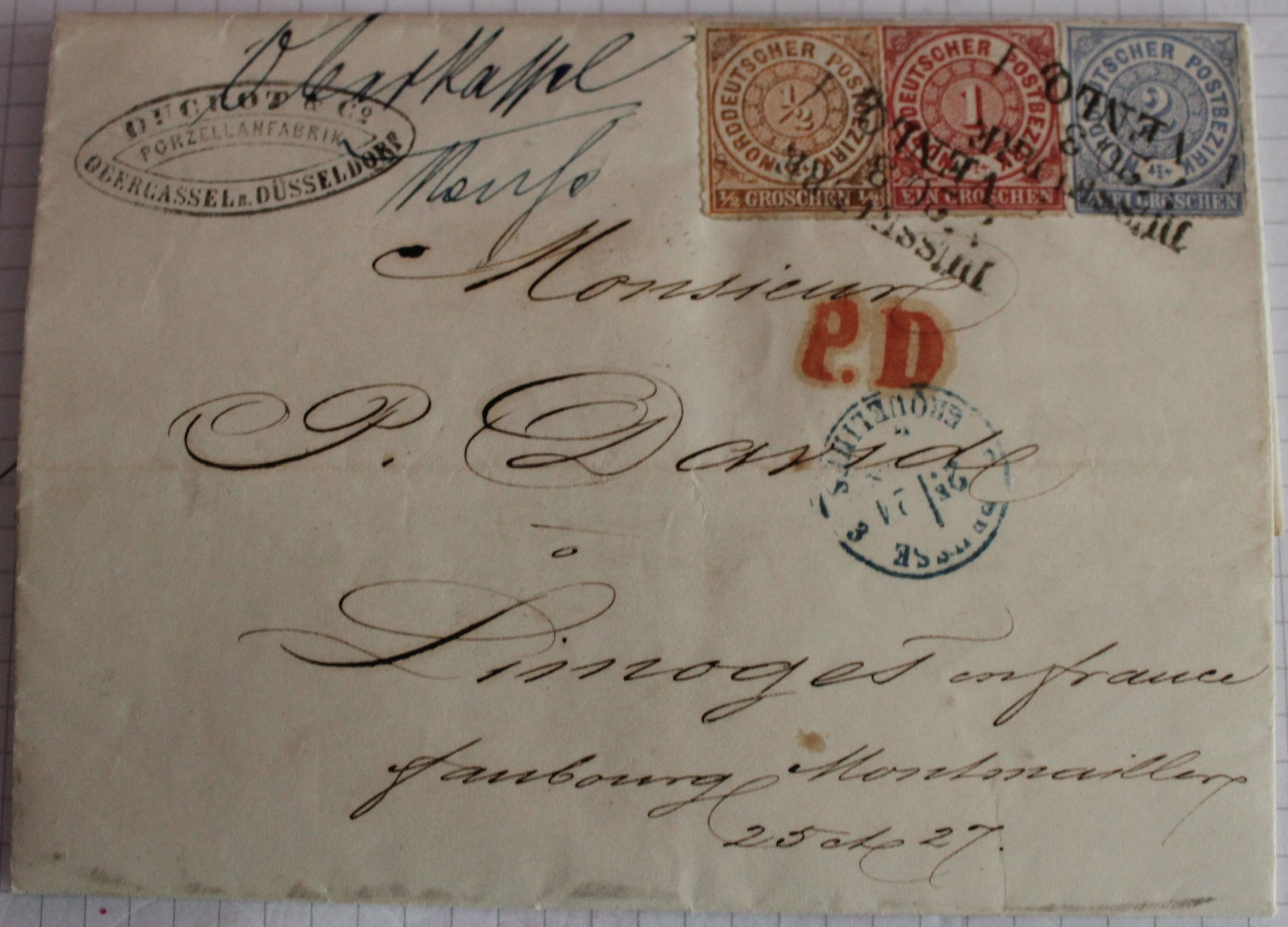
Firmenbrief der Porzellanfabrik vom 20. März 1868 nach Frankreich, entwertet mit dem Bahnpoststempel „Düsseldorf-Venlo“.

Bis zur Lquiditaion am 24. April 1871, nennt sich die Fabrik „Ducrot & Co.“ (Crefeld, HR-Nr. 52) und ab 1871 „A. A. Ducrot“ (Crefeld, HR-Nr. 1850). 1875 hatte die Porzellanfabrik 85 Arbeiter. Im Industrie-Lexicon von Rheinland-Westphalen, findet sich 1875 folgender Eintrag: „Ducrot & Kerstenne, Porzellanfabrik. (gegründet 1859 von A. A. Ducrot, W. Höcker, O. Rothe und H. Buschmann und seit 1873 im Besitze von Med. Kerstenne.“ Ab 1877 war Christian Kerstenne Mitinhaber und die Fabrik wurde „Porzellanfabrik Ducrot & Kerstenne“ genannt. 1878 nach dem Ausscheiden von A. A. Ducrot 1878 wurde die Firma in „Porzellanfabrik Kerstenne“ umbenannt.

## Rheinische Porzellan-Manufactur Oscar Erck, 1879–1884
1879 übernimmt Oscar Erck die Porzellanfabrik Kerstenne und nimmt als Rheinische Porzellan-Manufactur mit 80 Mitarbeitern die Produktion wieder auf. 1880 beschäftigte die Porzellanmanufaktur 200 Arbeiter und war 1880 Teilnehmer an der Gewerbeausstellung in Düsseldorf. 1884 wird die Firma Rheinische Porzellan-Manufactur Oscar Erck, nach dem Austritt des Gesellschafters Hugo Pischon und dem Eintritt des Gesellschafters Ludwig Herrmann, in Rheinische Porzellan-Manufactur Erck & Herrmann umgeändert. Die offene Handelsgesellschaft Rheinische PorzellanManufactur, Erck & Herrmann in Obercassel bei Heerdt ist aufgelöst worden und das Geschäft derselben mit Activen und Passiven auf den bisherigen Mitgesellschafter Ludwig Herrmann übergegangen, der dieses ab 1885 unter der Firma Rheinische Porzellan-Manufactur L. Herrmann fortsetzt.

## Rheinische Porzellan-Manufactur L. Herrmann, 1885 bis vor 1906
1885 wurde die Manufaktur von Ludwig Herrmann übernommen und die Porzellanmanufaktur beschäftigte 78 Arbeiter. Durch Brandstiftung wurde am 29. Dezember 1890 die Fabrik stark beschädigt. Für 1890 wurden 78 Beschäftigte in der Firma angeführt. Nach dem Brand wurde die Fabrikation wieder aufgenommen und bis 1905 nachweisbar betrieben. Im Adressbuch der keramischen Industrie von 1906 wird die Fabrik als erloschen aufgeführt.

## Produkte
Die rheinischen Porzellanfabriken in Deutz (Porzellanfabrik J. W. Bruckmann), Nippes (Porzellanfabrik Wirz & Riffart), Kalk (Porzellanfabrik Kalk) und die Porzellanfabrik in Oberkassel, verwendeten um 1867 meist französische Porzellanerde. Hergestellt wurden 1875 Kaffee- und Tafelgeschirr, sowie Haushaltungsgeschirr. Verarbeitet wurde 1882 französische Porzellanerde und auch die Technik der Lithophanie war im Programm vorhanden. Das Produktprogramm umfasste weiterhin die Herstellung von Gebrauchsgeschirr, Bierkrügen, Beleuchtungsartikeln, Dekoration in Scharffeuerfarben, z. B. Strohmodell. Durch Anwendung der Lithophanie konnte die Firma auf Ausstellungen einige Goldmedaillen erhalten. Hergestellt wurden 1890 Lithophaniebeleuchtungsartikel aus hartem Feldspathporzellan, sowie Gebrauchsgeschirr, bemalt mit Scharffeuerfarben unter Glasur. Prämiert von S. M. König der Belgier, Nürnberg, Amsterdam, Düsseldorf.
Das Düsseldorfer Stadtmuseum verwahrt eine Sammlung von Abbildungen der von der Porzellanfabrik verwendeten Dekore. Dabei handelt es sich um naturalistische Dekorentwürfe mit Zweigen, Blüten, Blättern, Vögel und Schmetterlinge.

## Fabrikmarke
Die in den Jahren 1879 bis 1884 verwendeten grünen Stempelmarken zeigten: Einen stehenden, nach links blickenden Löwen, mit den darunter angeordneten Buchstaben R. P. M. Der Löwe stützt sich auf einen links von ihm aufrechtstehenden Anker. Links vom Anker befindet sich der Buchstabe „O.“ und rechts vom Anker ein „E.“ Eingetragen wurde diese Porzellanmarke erstmals von der Rheinischen Porzellan-Manufactur Oscar Erck, beim Königlichen Amtsgericht Krefeld am 9. Februar 1882. Diese Stempelmarke wurde ab 1885 auch unter Ludwig Herrmann weiter verwendet. Lediglich neben dem Anker wurden nun die Buchstaben auf „L.“ und „H.“ verwendet.